# NGC 7817
NGC 7817 (również PGC 279 lub UGC 19) – galaktyka spiralna (Sbc), znajdująca się w gwiazdozbiorze Pegaza. Odkrył ją William Herschel 15 września 1784 roku.